# Oud Sluis
Oud Sluis was een restaurant in de gemeente Sluis, in de Nederlandse provincie Zeeland. De chef-kok en eigenaar van de eetgelegenheid was Sergio Herman.
Het restaurant had als derde in de Nederlandse geschiedenis drie Michelinsterren. Daarnaast stond het in 2011 op nummer 17 van de beste restaurants ter wereld van het Restaurant Magazine. De zaak sloot op 22 december 2013.

## Geschiedenis

### Pannetje mosselen
Het familierestaurant Oud Sluis had niet altijd een Michelinsterwaardige keuken. Voor 1990 stonden er nog verschillende klassieke visgerechten op de kaart, zoals een hele sliptong en een pannetje mosselen. Toen de eigenaar fysieke klachten kreeg vroeg hij aan zijn zoon Sergio Herman om mee te helpen in de keuken.

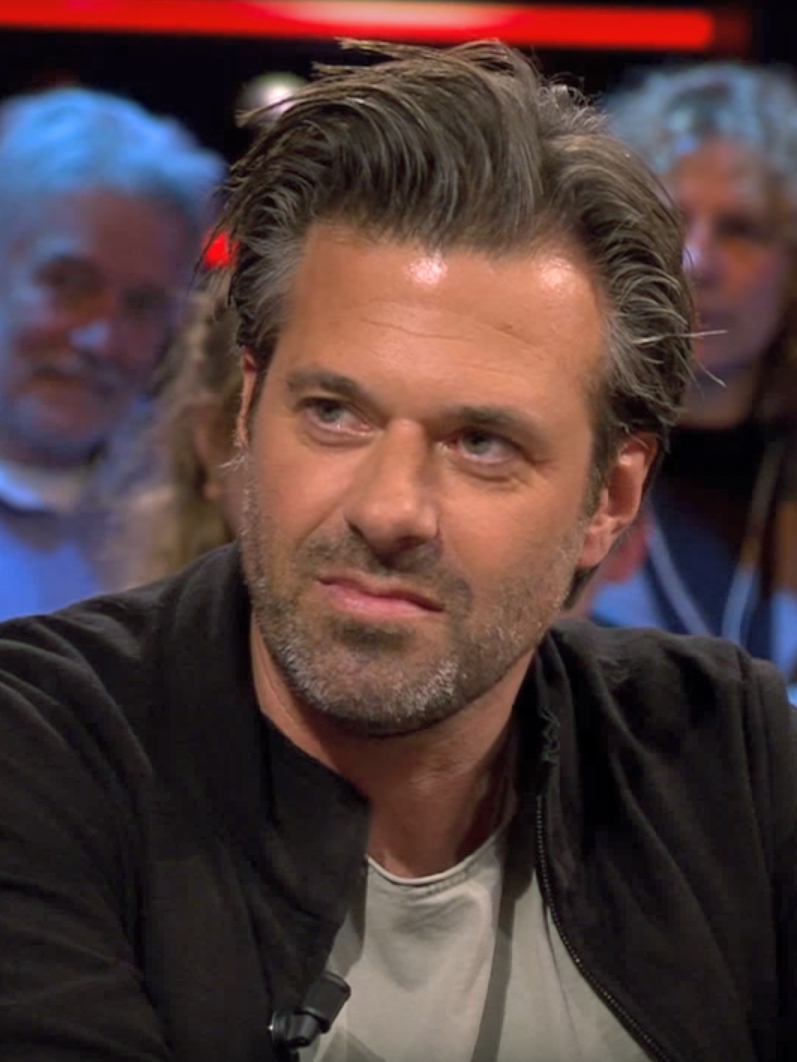
Chef-kok en eigenaar Sergio Herman.

### Eerste Michelinster
Voor Herman de chef-kok werd van Oud Sluis liep hij onder andere onbetaald stage in restaurant De Swaen van meesterkok Cas Spijkers en werkte hij bij Kaatje bij de Sluis in Blokzijl. Vlak na zijn aantreden veranderde het concept van Oud Sluis langzamerhand naar een luxe restaurant. Zijn aanpassingen werden niet door alle vaste gasten goed ontvangen. Zijn talent werd wel erkend door experts, getuige de eerste Michelinster voor Oud Sluis in 1995.

### Tweede Michelinster
De beide ouders van Sergio Herman zijn in de jaren dat hij chef-kok is geworden betrokken gebleven bij het restaurant. Zijn vader, de vroegere chef-kok, beheerde de kruidentuin. De moeder van Sergio Herman stond vroeger in de bediening, maar deed nu laagdrempeliger werk door geregeld mee te helpen met de afwas. Later werd ook de jongere broer van Sergio betrokken en verantwoordelijk voor de bediening. In 1999 ontvangt Oud Sluis een tweede ster.

### Derde Michelinster
Eind 2005 merkte het hoofd van de bediening van Oud Sluis de twee hoofdinspecteurs op van Michelin in het restaurant. Deze inspecteurs werken anoniem en worden zelden herkend. Na afloop van hun lunch zeiden de hoofdinspecteurs tegen Herman: 'Welcome to the select group of European toprestaurants.' Hij kreeg daarbij de eerste gids van 2006 overhandigd met daarin zijn drie Michelinsterren-vermelding. Oud Sluis was op dat moment het derde restaurant in de Nederlandse geschiedenis met drie Michelinsterren, na Parkheuvel in Rotterdam (2002) en De Librije in Zwolle (2004).

### Andere erkenning
Oud Sluis had in 2004, 2005, 2006 en 2009 de hoogste waardering van 19,5/20 punten in de Franse GaultMillau-gids. Vanaf 2010 had Sergio Herman met zijn restaurant als eerste in de Benelux de maximale score van 20/20 punten.
Naast de hoogste erkenning door Michelin en GaultMillau, werd Oud Sluis ook door de Nederlandse restaurantgids Lekker in de jaren 2004 t/m 2007 en 2009 t/m 2013 uitgeroepen tot beste restaurant van Nederland.
Oud Sluis ontving ook hoge waarderingen in de ranglijst van Beste restaurant ter wereld in het Restaurant Magazine. De beste notering was in 2011, toen werd Oud Sluis door het Britse tijdschrift op nummer 17 geplaatst van de beste restaurants ter wereld.

### Sluiting

"Gerechten
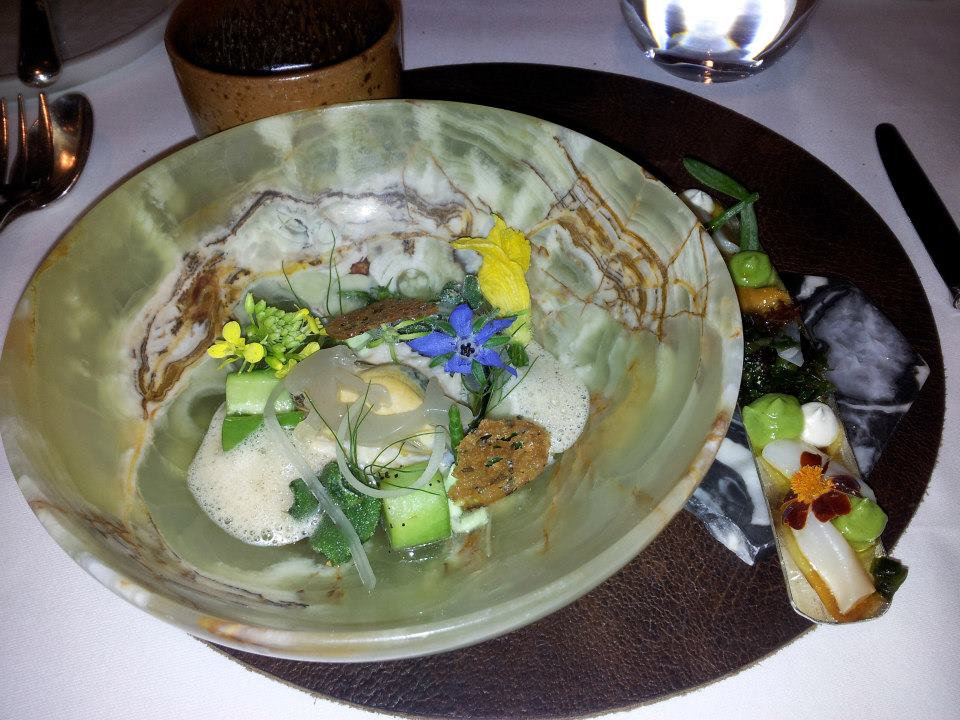
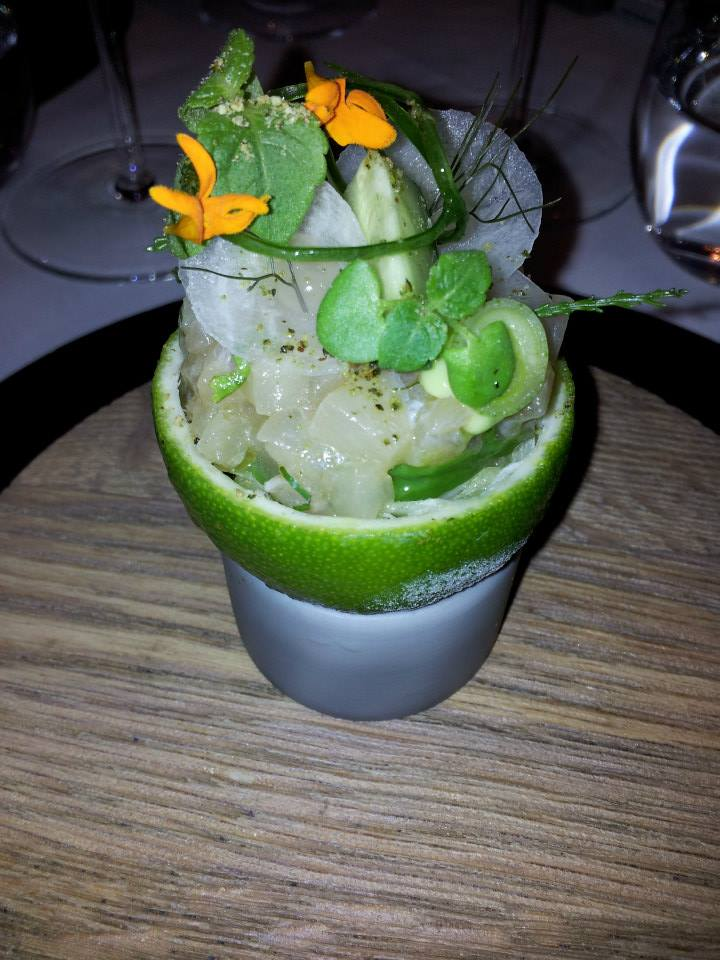
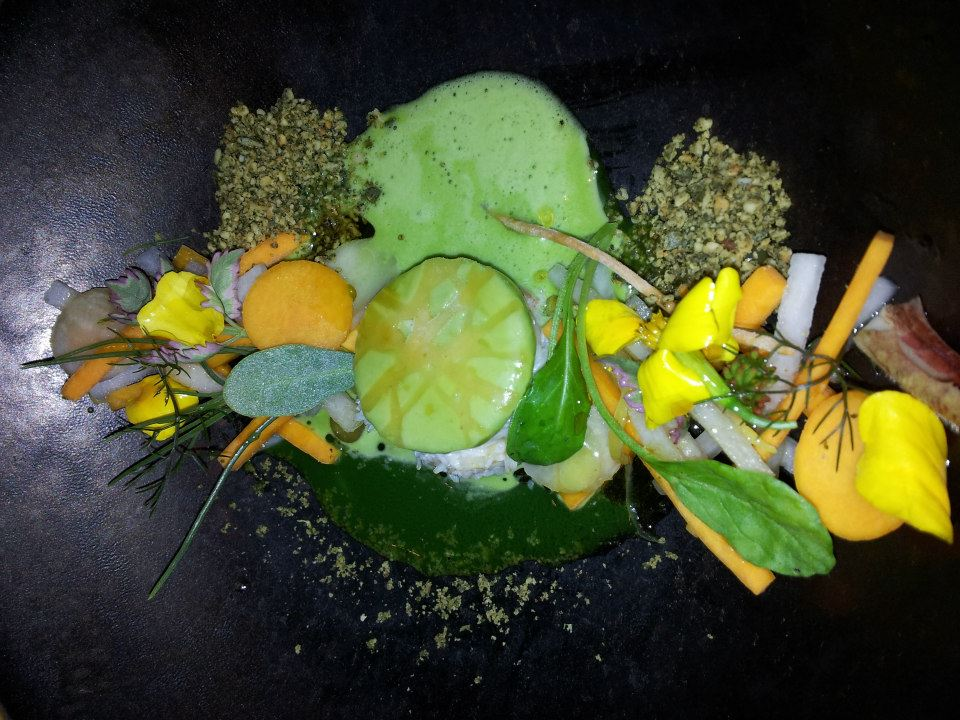
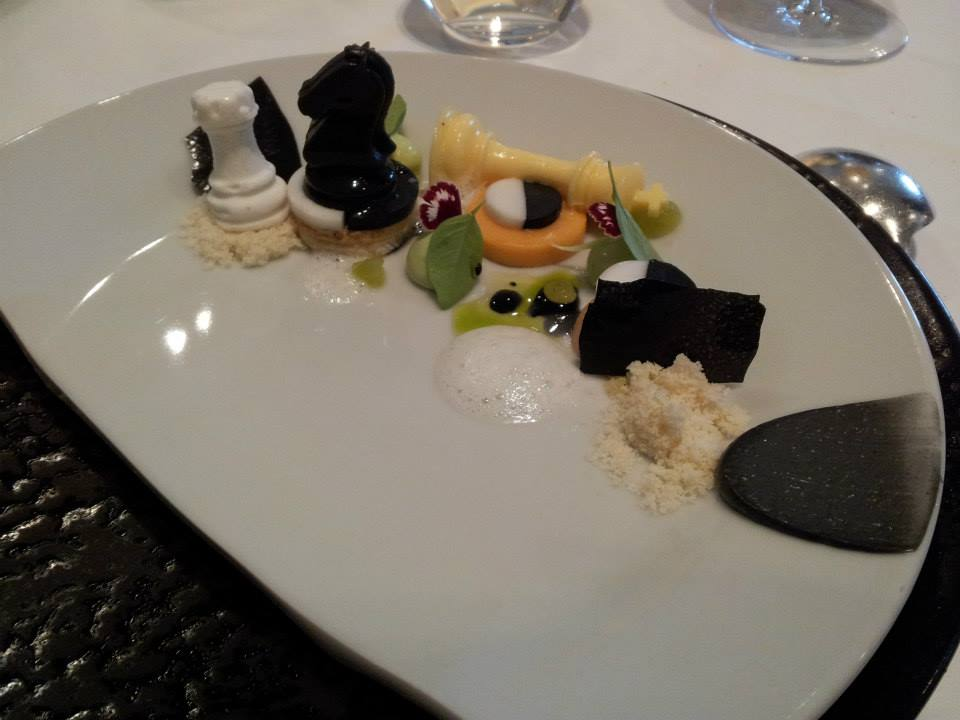
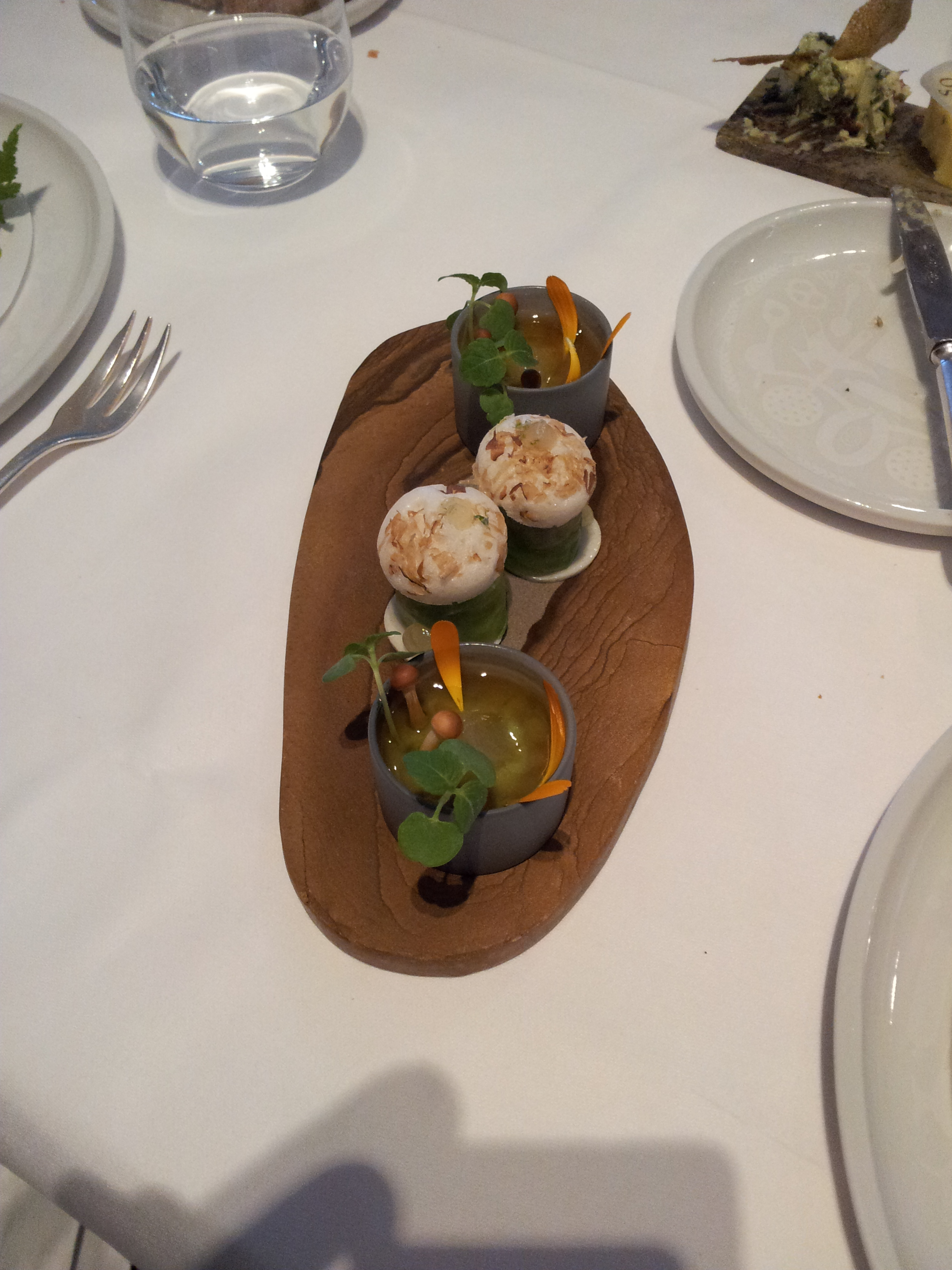
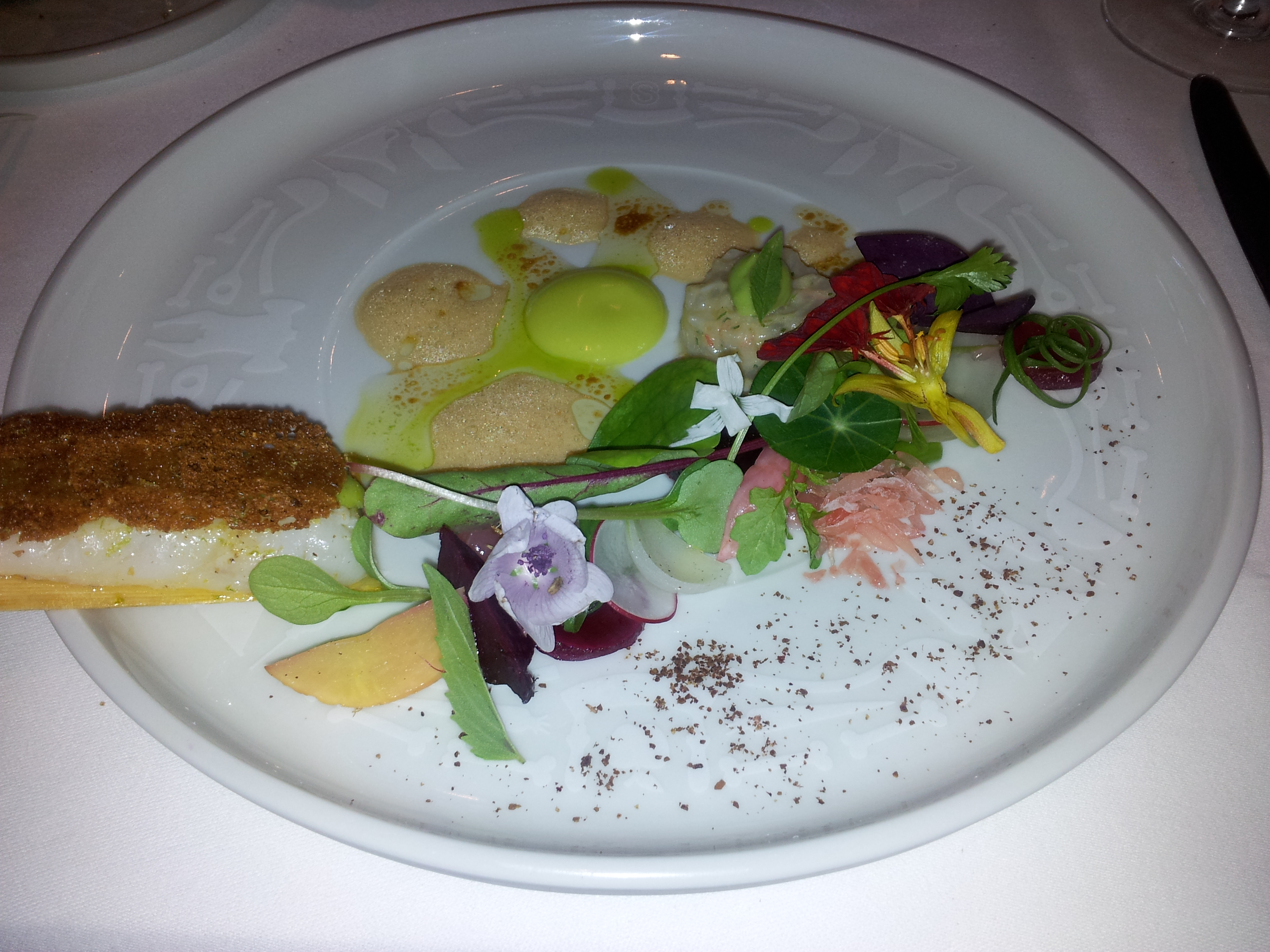

Sergio Herman maakte in juni 2013 bekend dat hij het restaurant op 22 december 2013 zou sluiten. Na de laatste gast nam hij afscheid van Oud Sluis in een dankbrief die via Twitter en Facebook, maar ook in de plaats van de menukaart aan de voordeur van Oud Sluis werd gepubliceerd. In het pand waarin Oud Sluis zat, heeft nu Michel Herman, Sergio's broer die gastheer was van Oud Sluis, een horecagelegenheid.

Restaurant Oud Sluis
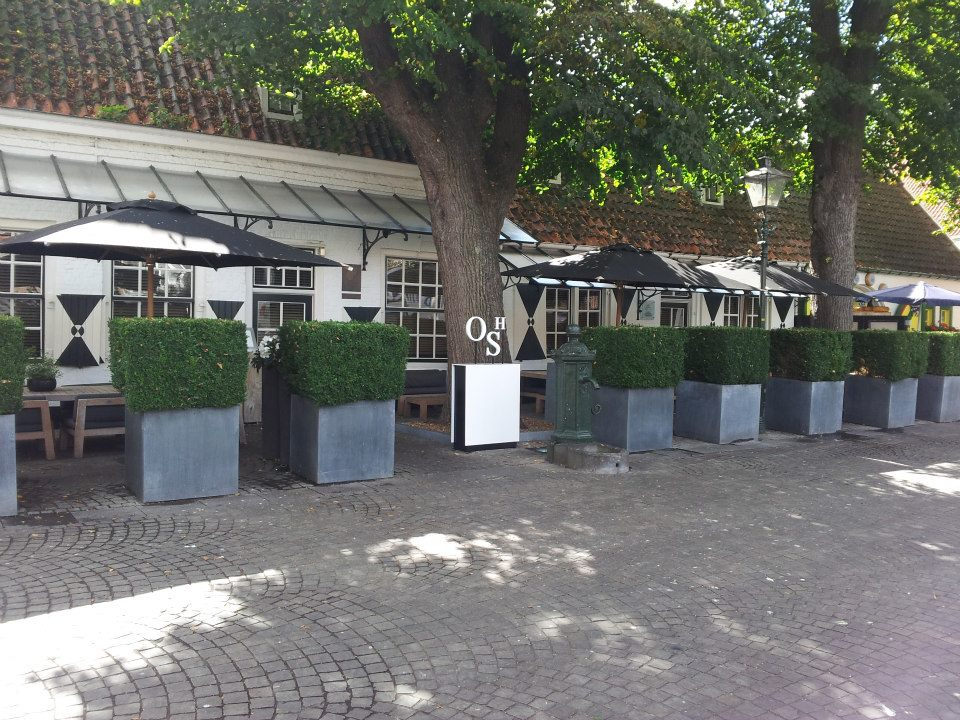
Restaurant
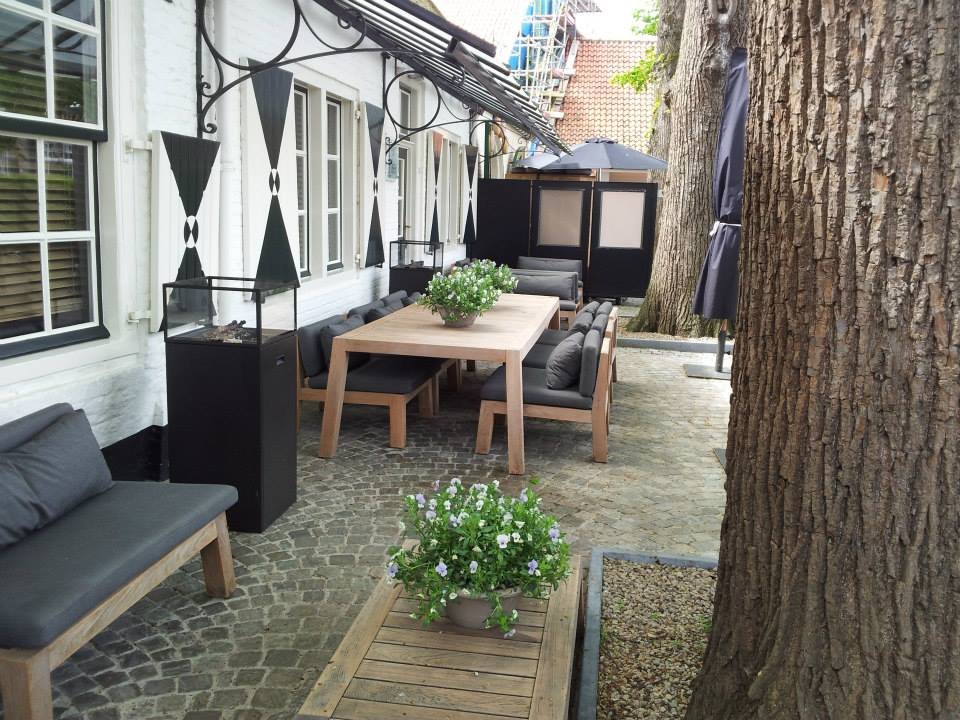
Terras
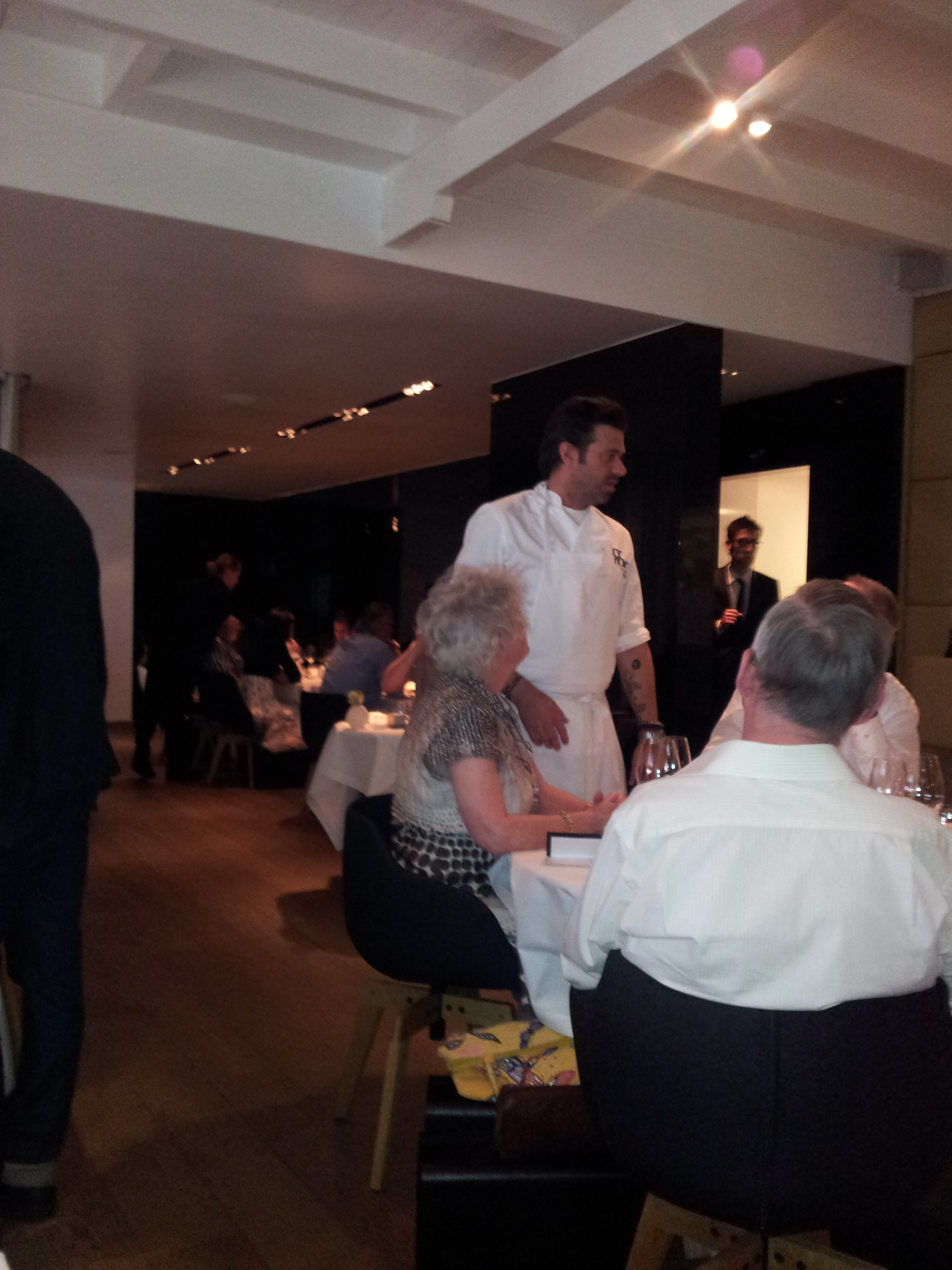
Eetzaal
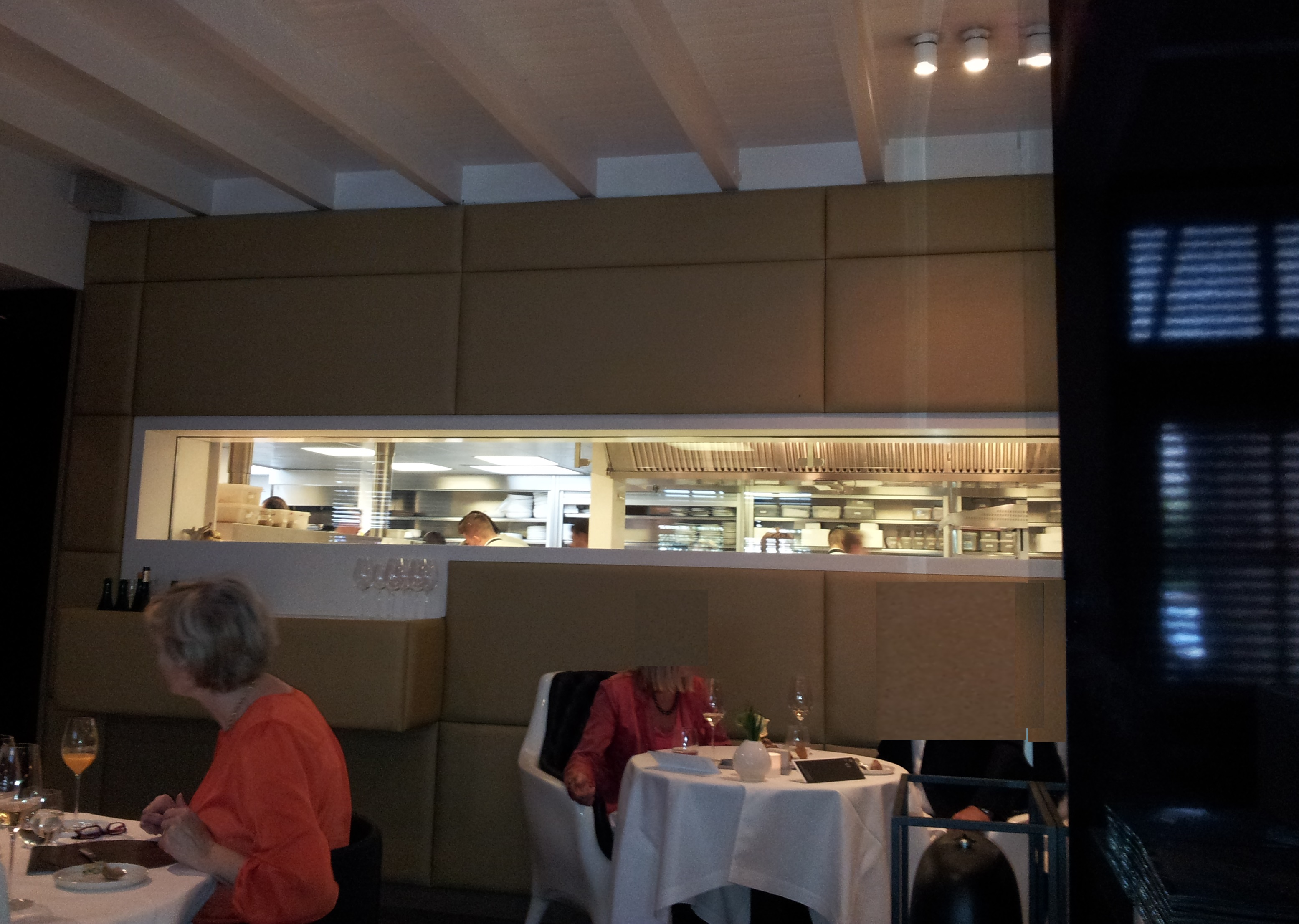
Keukenzicht

- Gerechten Oud Sluis

## Trivia
- Over de periode vlak voor de sluiting van Oud Sluis maakte documentairemaker Willemiek Kluijfhout de film Sergio Herman, Fucking Perfect.[10]